# 努尔霍利斯·马吉德
努尔霍利斯·马吉德，在印度尼西亚被亲切地称为“查努”（Cak Nur），是一位著名的印度尼西亚穆斯林知识分子。在他的学术生涯早期，努尔霍利斯·马吉德是多个学生组织的领导者。他很快就作为伊斯兰教现代化的支持者而闻名。在他的整个职业生涯中，他一直认为，伊斯兰教要想在全球思想斗争中取得胜利，就需要拥抱宽容、民主和多元的概念。

## 生平
马吉德出生于东爪哇的绒网，在印度尼西亚的伊斯兰宗教学院中接受了早期教育。后来，他在美国芝加哥大学获得伊斯蘭教研究哲學博士学位，师从著名的巴基斯坦裔美国学者法兹鲁尔·拉赫曼·马利克。2003年，他作为总统候选人参加印度尼西亚全国选举。他从1998年起担任雅加达的帕拉马迪纳大学校长直至去世。马吉德已婚并育有两个孩子。
20世纪70年代，马吉德打出了“要回教，不要回教党”的口号，广为流行。这个口号有助于驳斥穆斯林投票反对伊斯兰政党是有罪的观点。